# 安昌县 (刘宋)
安昌县，中国古县名，在今河南省驻马店市境。
西汉时，汝南郡有安昌侯国。刘宋时，置安昌县。北魏时，安昌县县城移置原朗陵县县城（今确山县盘龙街道南18公里京深公路东侧）。
隋朝开皇时，初安郡废。开皇十八年（598年），安昌县改名朗山县，今名确山县。隋朝以后，县城渐废。1963年，县城遗址以“朗陵城”之名列为河南省文物保护单位。